# HRM-7000

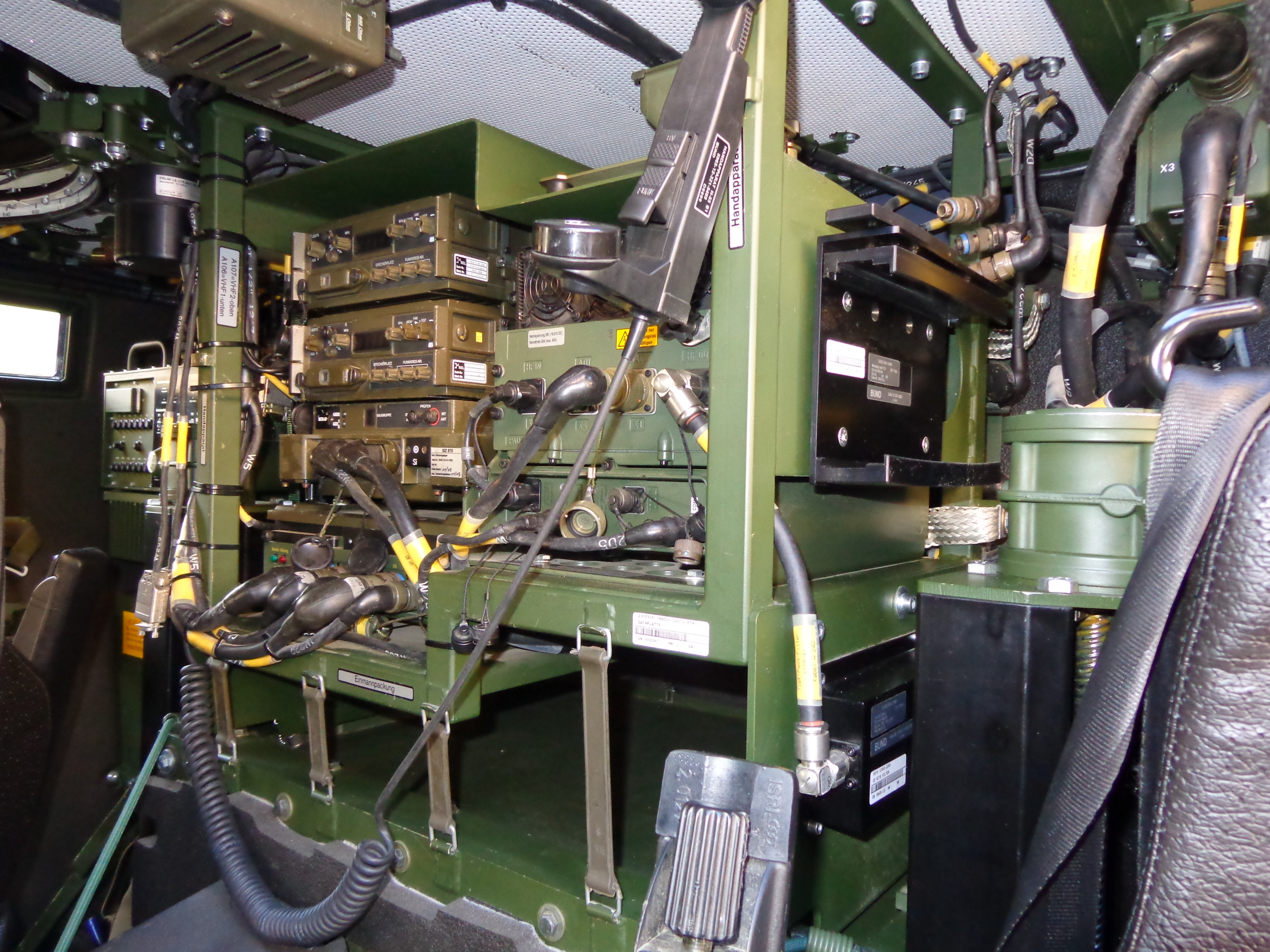
Fennek-Spähwagen der Bundeswehr mit HRM-7000

HRM-7000 ist ein modular aufgebautes, taktisches HF-Funksystem für den Frequenzbereich 2–30 MHz. Es wurde durch Telefunken RACOMS für die Bundeswehr entwickelt und wird durch sie im In- und Ausland eingesetzt.
Die Geräte wurden vielfach sowohl im KFOR-Einsatz, als auch bei Fernspähern, Aufklärern und Spezialkräften eingesetzt. Seit 2023 sind die Nachfolgegeräte der Familie HRM-9000 bei der Bundeswehr im Zulauf.

## Geschichte
Bereits in den 1980er-Jahren wurde für Stay-behind-Organisationen von der deutschen AEG-Telefunken ein spezielles Funkgerät entwickelt. Das aktenkoffergroße SY-5000 bestand aus maximal sieben einzelnen Einheiten in Aluminiumgehäusen, die modular zusammengesetzt wurden. Der Empfänger kann auch autark mit einem Nickel-Cadmium-Akkumulator mit 14,4 Volt betrieben werden. Die Komponenten sind gegen Erschütterung, Nässe usw. geschützt. Dieses System arbeitete bereits mit verschlüsselter Datenübertragung, nicht mehr im Morse-Code wie früher üblich. Eine Meldung mit ca. 60 Zeichen wurde in weniger als einer Sekunde übertragen und erschwerte somit erheblich die Peilung durch die gegnerische Funkaufklärung. Die GLADIO-Verbände wurden nach offiziellen Angaben 1992 aufgelöst. Einige der dadurch obsoleten Geräte wurden modifiziert und unter der Bezeichnung „FS-5000M“ bei den Fernspähern der Bundeswehr speziell zu Ausbildungszwecken weiterverwendet.
Als Nachfolgemodell wurde das HRM-7000 von Telefunken ab 1994 entwickelt. Es wurde ab 1997 eingeführt. Ein verbreitetes Vorgängermodell der Bundeswehr war das PRM-4150 von Racal.
In den 2000er Jahren wurde Telefunken RACOMS vom israelischen Rüstungskonzern Elbit gekauft; die HRM-Familie wurde unverändert fortgeführt.

## Anforderungen und Einsatz

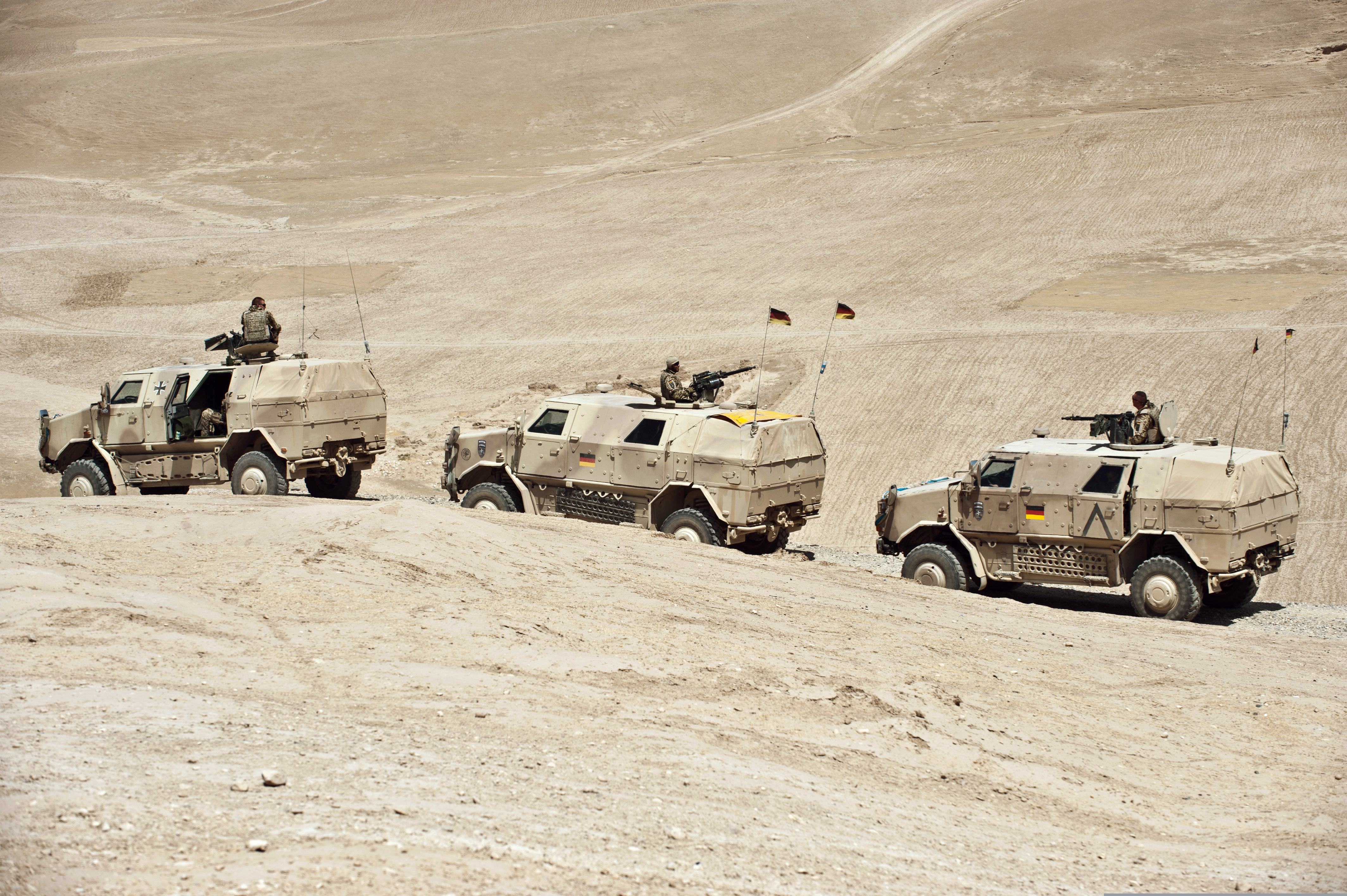
ATF Dingos der ISAF sind mit dem HRM-7000 ausgestattet

Das „HRM 7000 Manpack“ wurde von Telefunken RACOMS für mobile Anwendungen entwickelt und soll eine sichere Funkkommunikation unter schwierigen Einsatzbedingungen ermöglichen. Die Bundeswehr setzt das System in Auslandseinsätzen u. a. in den Missionen KFOR ein. Das System soll eine Autonomie bei geringem effektivem Gewicht gewährleisten. Dies soll eine sichere Kommunikation auch bei abgesetzten Aktionen von Spezialeinheiten und Eingreiftruppen (Kommando Spezialkräfte, Special Forces, Rapid Reaction Forces etc.) gewährleisten.
Das System wurde ab 2007 bei der Bundeswehr eingeführt. Zunächst erfolgte die Beschaffung für die Fernspäher als Datenfunkgerät im HRS-Mode (Kurzzeitübertragungstelegramm, Burst). Später erfolgte die Erweiterung der Funktionalität um den MAHRS-Mode ohne Frequency Hopping (Daten- u. Sprechfunk). Mittlerweile wurden die neuen Modellvarianten (Modelle A bis G, GefStdAusstg, Bildübertragung, div. Antennen etc.) eingeführt.
Die Bundeswehr setzt das HRM-7000 System zur Zeit parallel zu anderen bestehenden HF-Funkgerätefamilien ein. Dazu gehören das Ultrakurzwellenfunksystem (VHF) SEM 70 (tragbar) bzw. SEM 80/90 (SEM 70 in Fahrzeughalterung bzw. mit Leistungsverstärker) und der Nachfolger mit Verschlüsselung SEM 93 und das in allen Teilstreitkräften vorhandene SDR-Funkgerät MR6000A von Rohde & Schwarz.

## Technik
Bei dem HRM-7000 System handelt es sich um eine Kurzwellen-Funkgerätefamilie. Die tragbare Variante HRM 7000 hat eine Ausgangsleistung von 30 W, was zur weltweiten Datenkommunikation ausreichend sein kann. Die Fahrzeugversion HRM 7400M hingegen hat dank höherer Akkuverfügbarkeit eine Ausgangsleistung von 400 W. Durch das System sind unterschiedliche Betriebsarten möglich. Dazu gehören verschlüsselter Daten- und Sprechfunk. Ein Verbindungsaufbau ist konventionell oder mit Automatic Link Establishment (ALE) möglich. Die Sendeleistung passt das System in einem Bereich von 3 W bis 30 W automatisch an. Für einen universelleren und platzsparenden Einsatz ist das Antennenanpassgerät separat vorhanden. Das Terminal der Transceivers ist auch fernbedienbar. Die komplette Datenübertragung, Bedienung und Programmierung erfolgt vom PC, Laptop, PDA (auch Wireless) über eine Standard-Schnittstelle. RACOM hat das System nach dem MIL-STD-810 E und VG 95332 zertifizieren lassen.
Betriebsarten:
- MAHRS (Multiple Adaptive HF Radio System) von Telefunken-Racon entwickelte digitale Betriebsart

## Bestandteile
- Transceiver HRU 7000 (mit integriertem Funkprozessor und Modem)
- Antennenanpassgerät ATU 7000
- Terminal Crypto Unit TCU 7000 XP
- Batterieeinheit BPU 7000 bzw. Akkumulatorteil APU 7002 (Einsatzdauer bis zu 5 Tage)
- Antenne

## Nachfolger HRM-9000
Nachfolger und dennoch voll kompatibel zur HRM-7000 Familie ist die Elbit Systems HRM-9000. Die Gerätefamilie HRM 9000 ist ebenso für den taktischen und strategischen Einsatz ausgelegt, ist aber vollständig als SDR aufgebaut und arbeitet im erweiterten Frequenzbereich von HF bis VHF. Breitband-Datenübertragung wie auch hohe adaptive Datenraten bei relativ geringen Kanalbandbreiten können durch die Geräte der Familie verarbeitet werden.
Die Geräte sind zur truppengattungsübergreifend Daten- und Sprachkommunikation sowie zur Kommunikation bei multinationalen Operationen geeignet. Die Geräte werden seit 2023 bei der Bundeswehr und einem weiteren osteuropäischen NATO Mitglied eingeführt.

### Technik
Die HRM 9000 Geräte verfügen über einen Frequenzbereich von 1,5 MHz bis 60 MHz. Die adaptive Datenrate beträgt mehr als 8 kBit/s bei 3 kHz Kanalbandbreite (THE – Tactical HF Enabler). Breitband-HF ist mit bis zu 240 kbps bei 48 kHz adaptiver Kanalbandbreite für Übertragungen von Daten und Video mit hoher Datenrate (MIL-STD-188-110, STANAG 4203) möglich. Wie auch schon das HRM-7000 unterstützten die Geräte Frequency Hopping.